# КК Хелиос санси
КК Хелиос санси је словеначки кошаркашки клуб из Домжала. У сезони 2023/24. такмичи се у Првој лиги Словеније и у Другој Јадранској лиги.
Клуб је одиграо шест сезона у Јадранској лиги.

## Успеси

### Национални
- Првенство Словеније:
  - Првак (2): 2006/07, 2015/16.
  - Вицепрвак (5): 2007/08, 2008/09, 2021/22, 2022/23, 2023/24.

- Куп Словеније:
  - Победник (1): 2007.
  - Финалиста (5): 2008, 2011, 2013, 2022, 2023.

- Суперкуп Словеније:
  - Финалиста (5): 2007, 2008, 2016, 2022, 2023.

### Међународни
- Алпе Адрија куп:
  - Победник (1): 2016.
  - Финалиста (1): 2017.

- Друга Јадранска лига:
  - Финалиста (1): 2023.

## Учинак у претходним сезонама
| Сез.     | Првенство Словеније | Куп Словеније | Регионално такмичење                   | Европско такмичење                 |
| -------- | ------------------- | ------------- | -------------------------------------- | ---------------------------------- |
| 2013/14. | Полуфинале ПО       | Полуфинале    | —                                      | —                                  |
| 2014/15. | Полуфинале ПО       | Четвртфинале  | —                                      | —                                  |
| 2015/16. | Првак               | Четвртфинале  | Алпе Адрија куп — Победник             | ФИБА Куп Европе — Прва групна фаза |
| 2016/17. | 6. место            | Четвртфинале  | Алпе Адрија куп — Финалиста            | ФИБА Лига шампиона — Групна фаза   |
| 2017/18. | 5. место            | Четвртфинале  | Алпе Адрија куп — Четвртфинале         | —                                  |
| 2018/19. | Полуфинале ПО       | Полуфинале    | Друга Јадранска лига — 10. место       | —                                  |
| 2019/20. | сезона прекинута    | Полуфинале    | Друга Јадранска лига (прекинуто)       | —                                  |
| 2020/21. | Полуфинале ПО       | Четвртфинале  | Друга Јадранска лига — 14. место       | —                                  |
| 2021/22. | Вицепрвак           | Финалиста     | Друга Јадранска лига — Четвртфинале    | —                                  |
| 2022/23. | Вицепрвак           | Финалиста     | Друга Јадранска лига — Финалиста       | —                                  |
| 2023/24. | Вицепрвак           | Полуфинале    | Друга Јадранска лига — Четвртфинале ПО | —                                  |

## Познатији играчи
- Домен Лорбек
- Ђорђе Мајсторовић
- Клемен Препелич

## Познатији тренери
- Змаго Сагадин
- Иван Сунара